# Арсенал (станція метро)
51°33′31″ пн. ш. 0°06′21″ зх. д. / 51.558611° пн. ш. 0.105833° зх. д.
Арсенал (англ. Arsenal) — станція лінії Пікаділлі Лондонського метро. Розташована у 2-й тарифній зоні, у районі Гайбері, між станціями — Фінсбері-парк та Голловей-роуд. Пасажирообіг на 2017 рік — 2.82 млн осіб.
Станцію найменовано на честь футбольного клуба Арсенал, що мав за домашній стадіон Гайбері до 2006 року

## Історія
- 15 грудня 1906: відкриття станції Great Northern, Piccadilly and Brompton Railway (GNP&BR) як Гіллеспі-роуд[3][4]
- 31. жовтня 1932: станцію перейменовано на Арсенал (Гайбері-гілл).
- 1960: станцію перейменовано на Арсенал.

## Пересадки
- На автобуси London Buses маршрутів: 4, 19, 29, 91, 106, 153, 236, 253, 254, 259 та нічні маршрути N19, N29, N91, N253, N279.

## Послуги
| Попередня станція | Лінія | Лінія                            | Лінія | Наступна станція |
| ----------------- | ----- | -------------------------------- | ----- | ---------------- |
| Фінсбері-парк     |       | Лондонське метро Лінія Пікаділлі |       | Голловей-роуд    |